# Unison Tour
Lo Unison Tour è la quarta tournée della cantante pop canadese Céline Dion, organizzata per il lancio del suo primo album in inglese, Unison.

## Informazioni sul tour
Questo tour ha avuto tre parti. Inizialmente Céline Dion è andata in tour in Québec, partendo nell'ottobre 1990 da Drummondville e finendo l'11 novembre al Saint-Denis Theatre di Montréal
Durante lo show del 13 ottobre 1990 a Sherbrooke Céline Dion perse la voce per la seconda volta (la prima volta fu durante l'Incognito tournée) e si temette per il peggio; venne chiamato il medico di Luciano Pavarotti, che le impose tre settimane di assoluto silenzio, in cui la cantante dovette imparare perfino a starnutire senza emettere alcun suono. Da allora Céline Dion s'impone una disciplina molto rigida, per mantenere intatta la sua voce.
In seguito ha iniziato le due parti della tournée nel Canada anglofono, che durò da febbraio ad aprile 1991, mentre la seconda dal 19 maggio al 4 agosto 1991. Solo in questa seconda parte Céline Dion ha tenuto 37 concerti in 25 città canadesi.
Il 19 giugno 1991 Céline Dion si esibì in un concerto speciale che registrò il tutto esaurito: il "Ten Year Career Concert" al Montreal Forum di Montréal, davanti a 16.000 spettatori e accompagnata dalla Montreal Symphony Orchestra.

## Registrazioni
Lo show del 1991 al Winter Garden Theatre di Toronto è stato registrato e trasmesso sul canale TV MusiMax. Tre canzoni tratte da questo concerto, "Délivre-moi", "Have a Heart" e "Calling You" sono state incluse nel VHS Unison.

## Scaletta
1. "Love by Another Name"
2. "If Love Is Out the Question"
3. "Have a Heart"
4. "Délivre-moi"
5. "D'abord, c'est quoi l'amour?"
6. "I Feel Too Much"
7. "Hello Mégo"
8. "Can't Live with You, Can't Live Without You"
9. "Calling You"
10. "(If There Was) Any Other Way"
11. "The Last to Know"
12. "Unison"
13. "Where Does My Heart Beat Now"

## Date del tour
| Data             | Città         | Paese  | Location                            |
| ---------------- | ------------- | ------ | ----------------------------------- |
| Nord America     |               |        |                                     |
| 10 ottobre 1990  | Drummondville | Canada | Centre Marcel Dionne                |
| 11 ottobre 1990  | Drummondville | Canada | Centre Marcel Dionne                |
| 12 ottobre 1990  | Sherbrooke    | Canada | Université de Sherbrooke            |
| 13 ottobre 1990  | Sherbrooke    | Canada | Université de Sherbrooke            |
| 19 ottobre 1990  | Montréal      | Canada | Théâtre Saint-Denis                 |
| 20 ottobre 1990  | Montréal      | Canada | Théâtre Saint-Denis                 |
| 22 ottobre 1990  | Montréal      | Canada | Théâtre Saint-Denis                 |
| 23 ottobre 1990  | Montréal      | Canada | Théâtre Saint-Denis                 |
| 24 ottobre 1990  | Montréal      | Canada | Théâtre Saint-Denis                 |
| 7 novembre 1990  | Montréal      | Canada | Théâtre Saint-Denis                 |
| 11 novembre 1990 | Montréal      | Canada | Théâtre Saint-Denis                 |
| 20 novembre 1990 | Montréal      | Canada | Théâtre Saint-Denis                 |
| 23 novembre 1990 | Montréal      | Canada | Théâtre Saint-Denis                 |
| 24 novembre 1990 | Montréal      | Canada | Théâtre Saint-Denis                 |
| 6 dicembre 1990  | Québec        | Canada | Grand Théâtre de Québec             |
| 12 dicembre 1990 | Montréal      | Canada | Théâtre Saint-Denis                 |
| 16 dicembre 1990 | Montréal      | Canada | Théâtre Saint-Denis                 |
| 5 marzo 1991     | Vancouver     | Canada | 86th Street Music Hall              |
| 8 marzo 1991     | Edmonton      | Canada | Arden Theater                       |
| 9 marzo 1991     | Calgary       | Canada | Southern Alberta Jubilee Auditorium |
| 11 marzo 1991    | Winnipeg      | Canada | Walker Theatre                      |
| 15 marzo 1991    | Toronto       | Canada | Winter Garden Theatre               |
| 4 giugno 1991    | Québec        | Canada | Grand Théâtre de Québec             |
| 19 giugno 1991   | Montréal      | Canada | Montreal Forum                      |
| 1º agosto 1991   | Longueuil     | Canada | Marie-Victorin Waterfront Park      |
| 3 agosto 1991    | Québec        | Canada | Marché du Vieux-Port de Québec      |
| 25 agosto 1991   | Toronto       | Canada | The Bandshell                       |
| 28 agosto 1991   | Sept-Îles     | Canada | Le Cégep de Sept-Îles               |
| 29 agosto 1991   | Baie-Comeau   | Canada | Theatre de Baie-Comeau              |
| 31 agosto 1991   | Québec        | Canada | Marché du Vieux-Port de Québec      |
| 9 ottobre 1991   | Halifax       | Canada | Cardinal Cushing Auditorium         |